# Корна-Иманья
Корна-Иманья (итал. Corna Imagna) — коммуна в Италии, располагается в регионе Ломбардия, в провинции Бергамо.
Население составляет 966 человек (2009 г.), плотность населения составляет 231 чел./км². Занимает площадь 4 км². Почтовый индекс — 24030. Телефонный код — 035.
Покровителями коммуны почитаются святые апостолы Симон Кананит и Иуда Фаддей, чей праздник отмечается 28 октября.

## Демография
Динамика населения:

## Администрация коммуны
- Официальный сайт: